# Corynephorus fasciculatus
Corynephorus fasciculatus är en gräsart som beskrevs av Pierre Edmond Boissier och Georges François Reuter. Corynephorus fasciculatus ingår i släktet borsttåtlar, och familjen gräs. Inga underarter finns listade i Catalogue of Life.